# Liste der Monuments historiques in Saint-Fort-sur-Gironde
Die Liste der Monuments historiques in Saint-Fort-sur-Gironde führt die Monuments historiques in der französischen Gemeinde Saint-Fort-sur-Gironde auf.

## Liste der Bauwerke
| Bezeichnung        | Beschreibung              | Standort | Kennzeichnung | Schutzstatus | Datum | Bild           |
| ------------------ | ------------------------- | -------- | ------------- | ------------ | ----- | -------------- |
| Kirche St-Fortunat | Erbaut im 11. Jahrhundert | (Lage)   | PA00105172    | Classé       | 1913  | weitere Bilder |

## Liste der Objekte

### Kirche St-Fortunat
| Bezeichnung               | Beschreibung                                        | Standort | Kennzeichnung | Schutzstatus | Datum | Bild |
| ------------------------- | --------------------------------------------------- | -------- | ------------- | ------------ | ----- | ---- |
| Glocke                    | Bronze, 1773 gegossen                               | (Lage)   | PM17000378    | Classé       | 1908  |      |
| Gemälde Mariä Himmelfahrt | Öl auf Leinwand, vermutlich aus dem 18. Jahrhundert | (Lage)   | PM17000709    | Classé       | 1908  |      |
| Gemälde Kreuzigung        | Öl auf Leinwand, 1815, nach Peter Paul Rubens       | (Lage)   | PM17000377    | Classé       | 1908  |      |
| Missionskreuz             |                                                     | (Lage)   | PM17001826    | Inscrit      | 1997  |      |